# Constantino Tico da Bulgária
Constantino I (em búlgaro: Константин I; romaniz.: Konstantin I), também chamado de Constantino Tico (em grego: Κωνσταντῖνος Τεῖχος/Tοῖχος; romaniz.: Konstantinos Teichos/Toichos; em búlgaro: Константин Тих; romaniz.: Konstantin Tih), foi o imperador da Bulgária entre 1257 e 1277. Ele era filho de um nobre de Escópia (Skopje) chamado Tiomir (Tih) e neto do grão-príncipe sérvio Estêvão Nemânia.

## História
Em 1257, Constantino foi eleito pelos boiardos para substituir o inefetivo Mitso Asen como imperador. Em 1261, Mitos foi decisivamente derrotado e desertou buscando asilo junto ao imperador Miguel VIII Paleólogo, o imperador de Niceia. Para fortalecer sua posição como governante legítimo, Constantino adotou o nome "Asen" e se casou com Irene de Niceia, uma filha de Teodoro II Ducas Láscaris com Helena da Bulgária, a filha de João Asen II.
Entre 1259 e 1261, Constantino também travou uma guerra contra Béla IV da Hungria. Uma incursão inicial húngara em 1259 resultou na reconquista, por um breve período, do Banato de Severino em 1260. Sob a liderança do futuro rei Estêvão V, os húngaros recuperaram Severino e capturaram as cidades búlgaras de Vidin e Lom em 1261. Os búlgaros, por sua vez, recuperaram suas perdas sob a liderança do príncipe rus' Jacó Esvetoslau, que detinha a posse autônoma de Vidin e mantinha contatos tanto com a Bulgária quanto com o Reino da Hungria.
A deposição e cegamento do infante imperador bizantino João IV Ducas Láscaris por Miguel VIII Paleólogo em 1261 colocou Constantino, o cunhado do imperador deposto, contra Miguel VIII. Em 1264, Constantino participou de um raide mongol em território bizantino cujo sucesso em nada ajudou a melhorar a posição da Bulgária.
Depois da morte de Irene em 1268, Constantino buscou se reconciliar com Miguel VIII ao se casar com uma sobrinha dele, Maria Cantacuzena no ano seguinte. Porém, disputas a respeito do prometido dote de Maria, a cidade de Mesembria, impediram qualquer resultado positivo. O governo búlgaro se aliou com o rei Carlos I da Sicília, que estava planejando uma campanha contra Miguel VIII com o objetivo de restaurar o Império Latino. Miguel revidou casando sua filha ilegítima, Eufrósine, com Nogai da Horda Dourada, que pilhou a Bulgária em nome dos bizantinos em 1274. A tentativa de Miguel VIII de reunir as igrejas durante o Segundo Concílio de Lyon (a "União das Igrejas"), no mesmo ano, exacerbou o conflito entre búlgaros e bizantinos, uma vez que a imperatriz búlgara e a mãe dela eram partidárias da facção da corte bizantina contrária à união.

Segundo Império Búlgaro por volta de 1260

Nos anos finais de seu reinado, Constantino I sofreu de uma paralisia parcial por conta de uma queda de um cavalo e também de outras doenças não especificadas. O governo estava firmemente nas mãos de Maria Cantacuzena, que coroou o filho, Miguel Asen II, coimperador logo depois do nascimento (c. 1272). Ela também comandou as relações entre a Bulgária e o Império Bizantino na década de 1270 e engendrou primeiro a submissão e depois, a morte (por envenenamento) do déspota Jacó Esvetoslau de Vidin em 1276.
Por conta das caras e fracassadas guerras, dos repetidos raides mongóis e da instabilidade econômica (Constantino foi o primeiro monarca búlgaro a cunhar moedas em larga escala), o governo teve que enfrentar um revolta em 1277. Os aspectos sociais e econômicos deste movimento foram exacerbados por historiadores marxistas, mas a verdadeira motivação dos revoltosos permanece incerta. O que é claro é que um cuidador de porcos (ou dono de chiqueiros) chamado Lacanas se tornou o líder dos descontentes e atraiu muitos seguidores (presumivelmente de classe baixa[carece de fontes?]). Constantino se lançou contra ele com sua guarda, mas foi decisivamente derrotado e acabou morto em sua biga.

## Família
Constantino I se casou três vezes. Os nomes de sua primeira esposa (e de seus filhos com ela) são desconhecidos. Com a segunda, Irene de Niceia, ele não teve filhos. Com a terceira, Maria Paleóloga Cantacuzena, ele teve Miguel Asen II da Bulgária, que o sucedeu por um brevíssimo período entre 1277 e 1279.